# Morón de Almazán
Morón de Almazán è un comune spagnolo di 265 abitanti situato nella comunità autonoma di Castiglia e León.